# Nicolás Alpériz
Nicolás Alpériz – (Nicolás Jiménez Caballero Alpériz) hiszpański malarz tworzący na przełomie XIX i XX wieku.
Studiował w Akademii Sztuk Pięknych w Sewilli, gdzie jego nauczycielami byli Eduardo Cano, Manuel Barrón y Carrillo i José Jiménez Aranda. Był ściśle związany z miastem Alcalá de Guadaira, gdzie mieszkał i tworzył. Zarówno Alcalá de Guadaira jak i Sewilla często pojawiały się na jego obrazach.